# Deportivo Municipal de Vice
El Deportivo Municipal de Vice es un club de fútbol peruano del distrito de Vice, Departamento de Piura. Fue fundado en 1956 y participa en la Copa Perú.

## Historia
El club fue fundado el 7 de septiembre de 1956 en el distrito de Vice.
En 2007 fue eliminado en la primera fase de la Etapa Departamental luego de finalizar en segundo lugar de su grupo detrás de Cosmos de Talara. Al año siguiente fue eliminado por el mismo rival en los cuartos de final de la Etapa Departamental luego de igualar 0-0 de local y caer 1-0 de visitante.
En 2009 clasificó a la Etapa Departamental como campeón provincial luego de vencer en la final a Defensor La Bocana por 3-0. Fue eliminado en la semifinal departamental por Cultural Progreso.
En la Etapa Departamental de Piura 2010, luego de superar en cuartos de final a San Luis de Salitral, fue eliminado en semifinales por Salesianos.
Fue nuevamente semifinalista departamental en 2014 enfrentando en esa etapa a Atlético Grau. Tras empatar 2-2 en la ida de local y 0-0 de visitante quedó eliminado por la regla del gol de visitante.
En 2023 clasificó nuevamente a la Etapa Departamental donde llegó hasta cuartos de final siendo eliminado por Cristo Rey en definición por penales.
En la Etapa Departamental de la Copa Perú 2024, tras superar la fase de grupos, eliminó a San Martín de Marcavelica y Unión Deportivo Salitral para llegar a la semifinal departamental. El rival fue Atlético Torino, al que venció 2-0 como local y en su visita a Talara perdió por 1-0 con lo que obtuvo el pase a la final departamental y a la Etapa Nacional. Tras perder el título departamental contra Juventud Cautivo, participó en la Etapa Nacional donde terminó en el puesto 29 de la primera fase con 8 puntos y clasificó a dieciseisavos de final. Fue eliminado del torneo en esa etapa por Ecosem Pasco, luego de ganar 1-0 como local y perder 3-0 de visita, sin posibilidad de obtener el cupo correspondiente al departamento de Piura para la Liga 3 2025, que quedó en manos de Juventud Cautivo por haber avanzado dos fases más.

## Uniforme
- Uniforme titular: Camiseta blanca con franja diagonal roja , pantalón azul, medias azules.

## Sede
El club cuenta con su local social ubicado en el jirón Piura 238 en el distrito de Vice.

## Rivalidades
Municipal de Vice mantiene una rivalidad a nivel local con el club Alfonso Ugarte dando origen al clásico de la ciudad.

## Palmarés
| Competición                       | Títulos                                         | Subcampeonatos |
| --------------------------------- | ----------------------------------------------- | -------------- |
| Liga Departamental de Piura (0/1) |                                                 | 2024.          |
| Liga Provincial de Sechura (8/1)  | 2003, 2005, 2007, 2008, 2009, 2010, 2023, 2024. | 2014.          |
| Liga Distrital de Vice (6/0)      | 2003, 2004, 2019, 2022, 2023, 2024.             |                |